# Anders Jarlert
Anders Edvin Magnus Jarlert, född 28 juni 1952 i Lund är en svensk professor i kyrkohistoria vid Lunds universitet samt präst i Svenska kyrkan. 

## Biografi
Jarlert blev filosofie kandidat 1976 och teologie kandidat 1977 i Lund, och prästvigdes för Göteborgs stift den 29 maj 1977. Han har även en organist- och kantorsexamen. Han disputerade 1984 på en avhandling om den kyrkliga debatten i Göteborgs stift under slutet av 1800-talet.
Han blev kyrkoadjunkt i Göteborgs Oskar Fredriks församling 25 november 1983 samt komminister 1 november 1986 till den 1 augusti 1992. Jämsides med sin prästtjänst var han forskarassistent vid Lunds universitet 1 oktober 1987 till 29 juni 1992, blev docent i kyrkohistoria 6 juni 1988 samt tillförordnad högskolelektor 1 juli 1992.
Jarlert blev ordinarie högskolelektor 1 juni 1993, tillförordnad professor 1 augusti 1995 till 30 juni 1999 samt professor i kyrkohistoria 30 september 1999. Han blev då även föreståndare för Lunds universitets kyrkohistoriska arkiv. 1 juli 2019 blev han seniorprofessor och 1 januari 2023 emeritus. 2011–2014 var han prefekt vid CTR Centrum för teologi och religionsvetenskap vid Lunds universitet.
Jarlert forskar dels i institutionshistoria, dels i fromhets- och spiritualitetshistoria, och fokuserar på människorna - som enskilda och grupper - i den kristna kyrkans historia, och har en omfattande publicering inom dessa områden. Han har även deltagit i forskningsprogrammet "Sveriges förhållande till  nazismen, Nazityskland och Förintelsen" finansierat av Vetenskapsrådet.

### Familj
Anders Jarlert är son till förste järnvägsexpeditör Edvin Jarlert och handelslärare Inga-Britt, född Larsson. Han är sedan 1982 gift med Angelica Malmgren.

## Uppdrag i urval

### Kyrkopolitiska uppdrag
Göteborgs stiftsfullmäktige: Suppleant 1989–1998, ledamot 1998–2009, ordförande 1999–2001 och 1:e vice ordförande 2002–2009.
Ledamot av Göteborgs samfällda kyrkofullmäktige 1989–2009, ordförande 1998–2001, 1:e vice ordförande 2002–2009, ordförande i Göteborgs kyrkliga samfällighets kulturnämnd 1992–1997, ledamot av Göteborgs kyrkonämnd 1992–2009, ledamot av Centrala byggnadskommitteen 1989–1991, suppleant i Haga församlings kyrkoråd 1980–1982, ordförande i Vasa församlings kyrkostämma 1986–1991. 
Vasa församlings kyrkoråd: Ledamot 1992–2013, vice ordförande 1992 till 30 juni 1994, ordförande 1 juli 1994–2005 och 2010–2013, 2:e vice ordförande 2006–2009. 

### Andra uppdrag
Jarlert var sekreterare i Kyrklig Samlings arbetsutskott 1980–1991, suppleant i styrelsen för Göteborgs stiftskrets av SPF 1979–1980, ledamot 1980, suppleant i styrelsen för Göteborgs Småkyrkostiftelse 1980 samt ledamot av styrelsen för Göteborgs Prästkollegium 1981–1984.
Anders Jarlert är initiativtagare till och ordförande i Göteborgs stiftshistoriska sällskap 1985, vice ordförande i Insamlingsstiftelsen Bo Giertz 90-årsfond 1996–2000, ordförande från 2000, medlem av redaktionen för Kirchliche Zeitgeschichte från 2000 samt ordförande i Åboföreningen i Göteborg 2009.
Han har medverkat med studiefrågor och bakgrundsmaterial till filmen Stengrunden som baseras på Bo Giertz roman med samma namn. Han var 2001–2022 redaktör för Kyrkohistorisk årsskrift. Han var under åren 2015–2022 president för den internationella kyrkohistorieorganisationen CIHEC, där han 2010–2015 och sedan 2022 åter var/är vice president.

## Utmärkelser
- 1986 Ledamot av Kungl. Vetenskaps- och Vitterhetssamhället i Göteborg (LVVS, vice ordförande 2019, ordförande 2020) [12]
- 1996 Ledamot av Vetenskapssocieteten i Lund (LVSL)
- 2002 Ledamot av Kungliga Humanistiska Vetenskapssamfundet i Lund (LLHS, ordförande 2015-18)
- 2006 Ledamot av  Kungliga Vitterhets Historie och Antikvitets Akademien (LHA)
- 2009 Prost honoris causa tilldelat av Svenska kyrkan, biskopen i Göteborgs stift[12]
- 2010 Kungl. Patriotiska sällskapets stora guldmedalj (PatrSstGM) för betydande gärning[12]
- 2011 Teologie doktor honoris causa vid Åbo Akademi[12]
- 2013 Av Svenska Akademien tilldelad Axel Hirschs pris
- 2017  Festskrift "Classics in Northern European Church History over 500 Years. Essays in Honour of Anders Jarlert"[13], utgiven på förlaget Peter Lang (New York).
- 2021 Av Kungl. Gustav Adolfs Akademien för svensk folkkultur tilldelad pris från Harry Karlssons fond för folklivsforskning[12]